# Guilty (film 1916)
Guilty è un cortometraggio muto del 1916 diretto da Henry MacRae.

## Produzione
Il film fu prodotto dalla Independent Moving Pictures Co. of America (IMP).

## Distribuzione
Distribuito dall'Universal Film Manufacturing Company, il film uscì nelle sale cinematografiche statunitensi il 17 novembre 1916.